# Hafslo
Hafslo este o localitate din comuna Luster, provincia Sogn og Fjordane, Norvegia, cu o suprafață de 0,25 km² și o populație de 457 locuitori (2013).